# Michal Nesvadba
Michal Nesvadba (* 3. listopadu 1957 Praha) je český herec (mim), syn českého herce, kreslíře a karikaturisty Miloše Nesvadby a kostýmní výtvarnice Jaroslavy Nesvadbové.

## Životopis
Vystudoval Státní konzervatoř v Praze (1979), obor hudebně-dramatický. Téhož roku založil společně s Václavem „Upírem“ Krejčím a Světlanou Nálepkovou soubor Mimtrio. Je libretistou a režisérem baletu Billiard (1996) a lední show Princezna Zmrzlina (1999).
V roce 1997 poprvé předvedl jevištní práci se samolepicí páskou Mr. Tapeman, čímž se představil i na festivalu v Japonsku. Od roku 1999 je protagonistou pořadu pro děti Kouzelná školka, úspěšně tak navazuje na rodinnou tradici, kterou kdysi svými pořady pro děti založil již jeho otec herec Miloš Nesvadba.  Po dlouhých 24 letech se rozhodl, že moderování Kouzelné školky definitivně ukončí.
Poslední díl Kouzelné školky, ve kterém hrál, byl odvysílán 30. června 2023.

## Filmografie
- 1975 – Škodná
- 1975 – Namátková kontrola
- 1975 – Král Honza
- 1975 – Anna, sestra Jany
- 1976 – Keby som mal dievča
- 1977 – Penelopa
- 1978 – O vysoké věži
- 1978 – Julie pod balkonem
- 1979 – Případ IV. A
- 1979 – Panelstory aneb Jak se rodí sídliště
- 1980 – Čas plyne i v dešti
- 1980 – Pohádka z šafránové louky
- 1980 – Meluzína
- 1980 – Don Carlos
- 1982 – To se ti povedlo, Julie
- 1982 – Mrkáček Čiko
- 1982 – S tebou mě baví svět
- 1982 – Možná přijde i kouzelník
- 1983 – Samorost
- 1984 – Poslední mejdan
- 1984 – Prodavač humoru
- 1984 – Zpívánky
- 1986 – Můj hříšný muž
- 1987 – Deset děvčátek a žádný muž
- 1987 – Manéž Bolka Polívky
- 1989 – Romance o vodníkovi
- 1989 – Kdo probudí Pindruše ...?
- 1990 – Tajemství Popelčina střevíčku
- 1994 – Cestovní horečka
- 1995 – Válka barev
- 1999–2023 – Kouzelná školka
- 2002 – Pohádková neděle
- 2007 – Alotria Michala Nesvadby
- 2013 – Šance 2013
- 2013 – Ábécédé s Michalem
- 2014 – Jedna dvě Michal jde
- 2015 – Michalovy barvy
- 2015 – Michalova doprava
- 2015 – Korunní princ
- 2017 – Michalovy nálady
- 2021 – Michal chrání přírodu

## Galerie

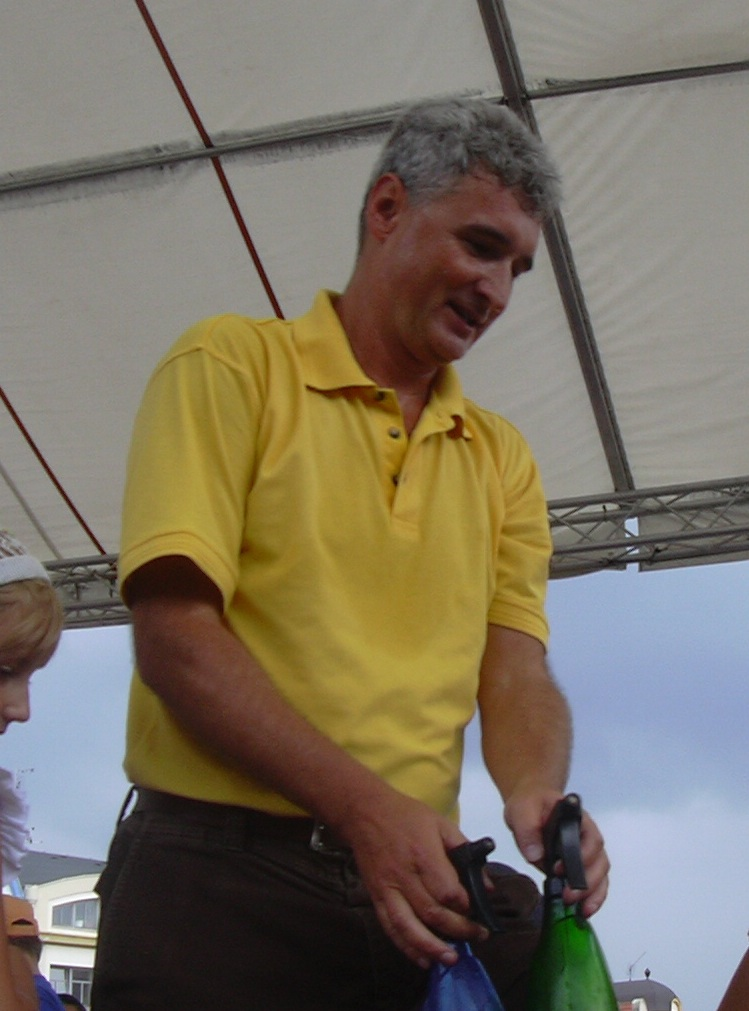
Vystoupení ve Vyškově, srpen 2007
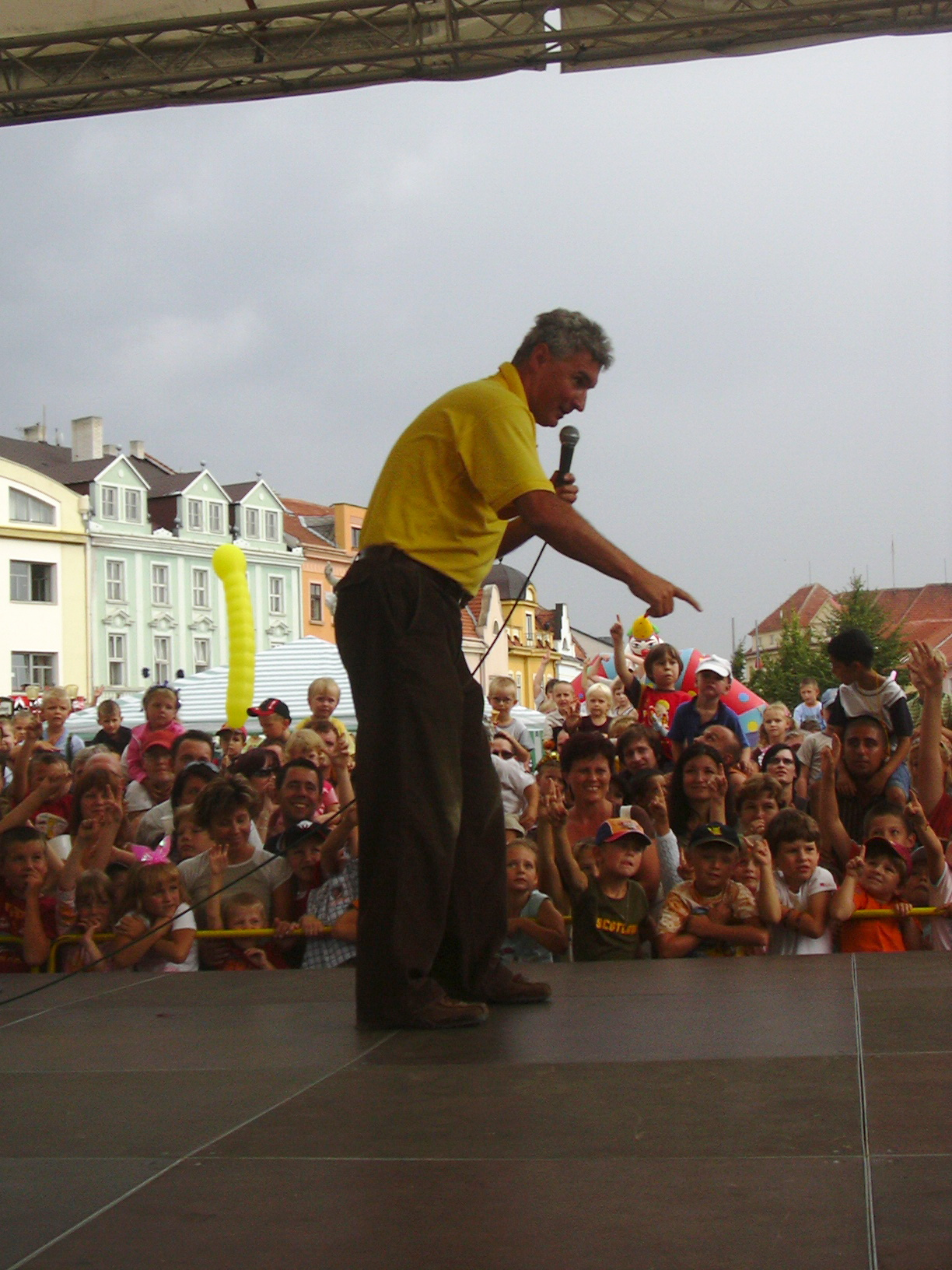
Vystoupení ve Vyškově, srpen 2007
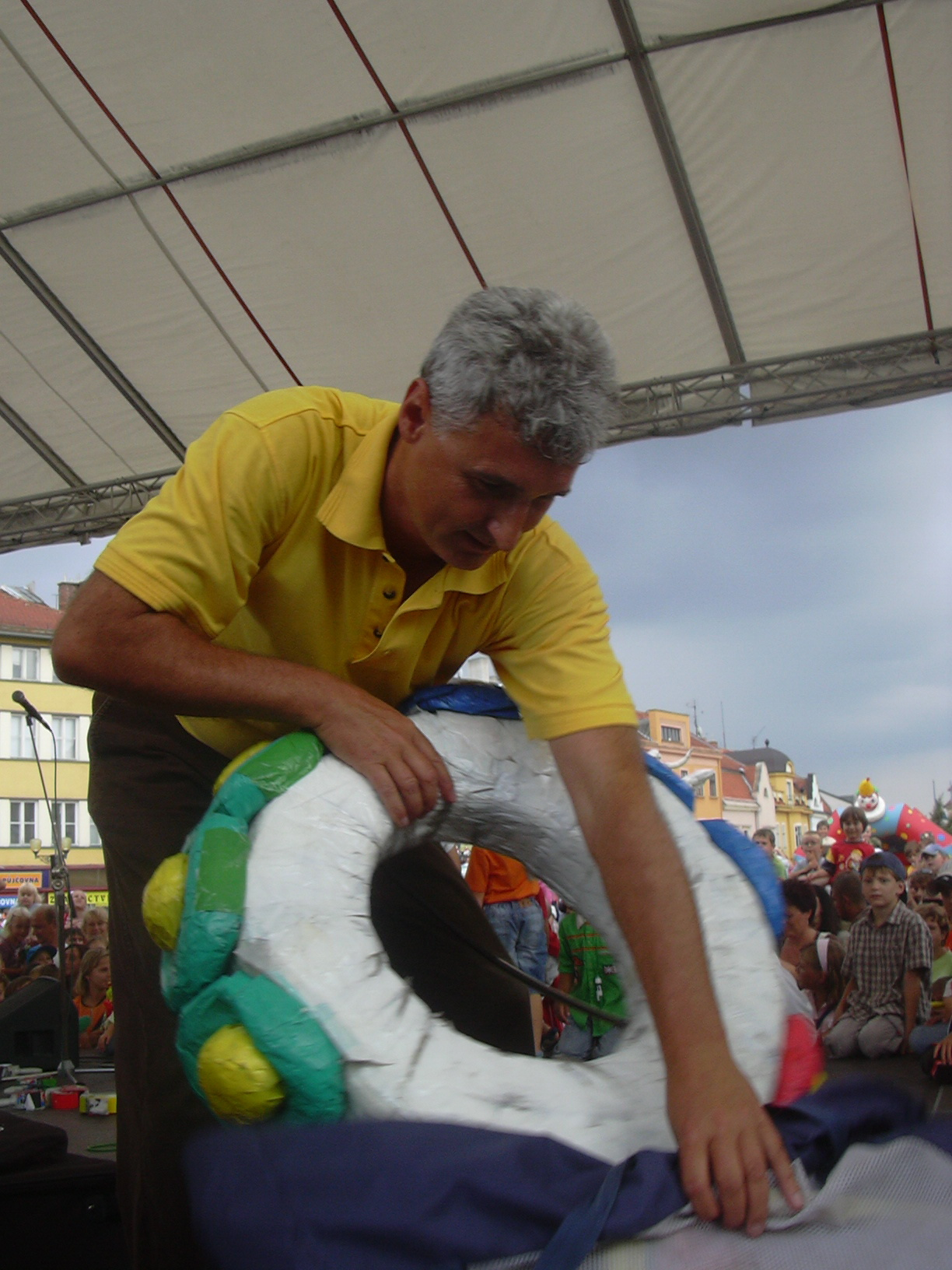
Vystoupení ve Vyškově, srpen 2007
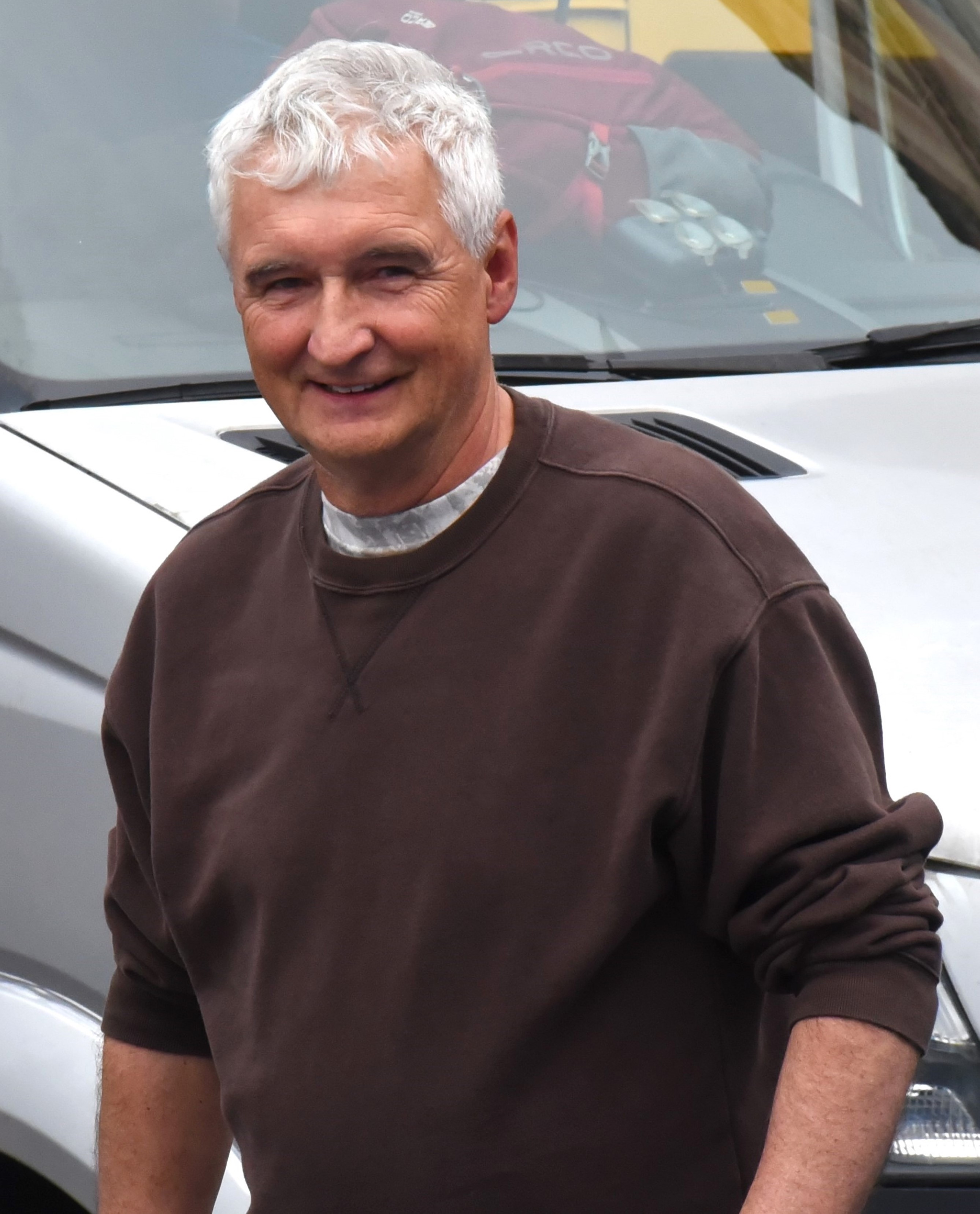
Michal Nesvadba (Praha, květen 2024)

## Knihy pro děti
- Michal ze školky ISBN 80-86528-20-0
- Michal ze školky II. : Michalův koníček ISBN 80-7200-948-6
- Michal maluje s tátou – Michal se svým tatínkem Milošem Nesvadbou připravili pro děti knížku doplněnou o DVD. Krok za krokem se společně s Michalem děti naučí kreslit spoustu obrázků a čekají na ně prima nápady, jak a čím lze malovat, jak míchat barvy, jak správně gumovat nebo co všechno se dá při kreslení a malování použít. ISBN 978-80-253-0511-9
- Michal doma s mámou – první interaktivní kniha pro děti, která je i slyšet! Michal, společně se svou matkou, připravili knížku, která přináší dětem zcela novou a neobvyklou zábavu. Knížka pro oči i uši je doplněná o audio CD, na kterém jsou úkoly z knížky a spousta zvuků. Děti mohou, i s rodiči, plnit úkoly, ale také pouze poslouchat, dívat se do obrázků, číst si nebo malovat. ISBN 978-80-253-0776-2
- Já už to umím, a co TY? – sešity plné zábavných úkolů, her se slovy, doplňovaček i jednoduchých početních příkladů pro prvňáčky.